# شركة ملاذ للتأمين التعاوني
شركة ملاذ للتأمين التعاوني هي شركة مساهمة سعودية، تأسست في التاسع من أكتوبر عام 2006، برأس مال يبلغ ثلاثمائة مليون ريال سعودي، تقدم الشركة منتجات التأمين العامة بما فيها التأمين على السيارات وتأمين المسؤولية ضد الآخرين للمركبة وتأمين الرخصة والتأمين الطبي.